# Бресква
Бресква, праска или шефтелија (Prunus persica), је дрво из породице ружа (Rosaceae). Познато је по истоименим плодовима, које човек користи као веома укусно и слатко воће. Потиче из средње Азије (на шта указује и њен назив на латинском, од кога је и изведен српски назив).
Као воће користи се у сировом стању, а погодна је и за прављење компота, сокова, џемова као и за сушење.
Захваљујући широкој адаптивности, бресква заузима значајно место у светској производњи. Производи се много и због тога што су отворене многобројне сорте које су у могућности да се прилагоде различитим условима гајења. Нове сорте бресака стварају се релативно лакше и брже од других врста воћака, тако да већина сорти бресака које су се налазиле пре 15 година у сортименту замењене су новим, квалитетнијим, а данашње сорте које се налазе у производњи замениће се за 15 година другим још квалитетнијим. Тренутно у свету постоји око 2500 сорти.
Кина је највећи произвођач брескве у свету. Потом долазе Европа и Сједињене Америчке Државе. Од европских држава, Италија је највећи произвођач брескве. На другом месту је Шпанија, а затим Грчка и Француска.

## Историја
Иако је латински назив повезује са Персијом, бресква је пронађена у Кини где је била саставни део првих дана кинеске културе. У текстовима, бресква се при пут јавља у једном спису из 10. века пре нове ере, где се спомиње као омиљено јело кинеског цара. Оне су такође биле симбол бесмртности и дугог живота. У средњем веку, бресква се преноси у Западну Азију, а у Европу је доноси Александар Македонски са освајањем Персије. На амерички континент је доносе шпански освајачи у 16. веку.

## Енергетска и нутритивна вредност
Брескве и нектарине су врло освежавајуће воће јер садрже 87–90% течности, 9-11% угљених хидрата и врло мале количине беланчевина и масти. Енергетска вредност је само 40-так калорија на 100 грама, па их због тога убрајамо у нискокалорично воће – идеално за дијету. Од витамина садржи највише бета-каротена и витамина Ц. Од минерала у брескви има највише калијума, фосфора, магнезијума и калцијума. Међу ретким је воћем које садржи селен. За разлику од брескве, њена сорта нектарина има мање витамина Ц, али више бета-каротена и већу калоријску вредност.
Брескве зру и након што се уберу, али зато у њиховом соку зрењем неће порасти количина шећера. Како би раније убрани плодови дозрели код куће, треба их ставити у папирнате врећице, чиме ће одржати одговарајућу количину влаге. Такве брескве се могу чувати у хладњаку 1–2 недеље. Уопштено, брескве чије је месо жуте боје пуније су ароме, док су оне беле боје слађе.

### Лековито деловање
Лековити делови биљке су плод, цвет и лист. Важно је нагласити да је однос калијума и натријума седам напрема један, због чега су ове ароматичне и сочне воћке корисне онима који имају проблема са отицањем. Добре су и против малокрвности, за цревна обољења и смањење жучне кесе. Такође може помоћи при смирењу живаца и уопште за рад органа за варење. Позната су и лековита својства сокова, сирупа и чајева од брескве. Сок од брескве препоручује се онима са срчаном аритмијом, смањеним лучењем желудачне киселине, осетљивим нервним системом, као и за чишћење организма. Брескве и њихов сок не препоручују се дијабетичарима и алергичним особама.

## Клима
У поређењу са осталим воћним врстама бресква је најосетљивија. Да ли ће гајење брескве бити успешно или не зависи од учесталости и јачине мразева током јесени, зиме и пролећа. Парцела не сме да буде на месту које је изложено јачим мразевима током зиме или пролећа, јер тада су могућа оштећења цветова или тек заметнутих плодова. Истовремено, неопходно је да температура у засаду буде испод 7 °C извесно време током периода мировања, како би се задовољили услови јаровизације неопходне за нормално заметање плодова и раст у наредном вегетационом периоду. Током периода мировања, стабла брескве подносе температуре и до -26,6 °C без озбиљнијих оштећења. Међутим, услед налета топлијег времена, корен стабла почиње да упија воду, разблажујући концентрацију ћелијског сока. Ткиво ксилема се испуњава водом, и биљка постаје екстремно осетљива на нагли пад температуре. Делови парцеле у долини су подложнији оштећењима од мразева јер се хладан, гушћи ваздух ту спушта и дуже време задржава, поготову када је ваздушна дренажа отежана због шумарака или грађевинских објеката. Отпорност пупољака на ниске температуре зависи од фазе фенолошког развоја. Пупољци у почетној фази бубрења ће боље подносити ниже температуре него пупољци у периоду пуног цветања.

### Падавине
Продужени периоди топлог времена у јесен праћени преобилним падавинама могу одложити процес сазревања стабала, чиме се стварају услови за озбиљнија оштећења током зиме, и то не само цветних пупољака већ и самих стабала. Просечан годишњи ниво падавина за подручја која се сматрају најпогоднијим за узгајање брескве крећу се од 556 мм (Палић-Суботица) до нешто мање од 716 мм (Краљево). По свој прилици, ове количине падавина могу бити довољне за одржавање високе продуктивности засада на парцелама на којима се примењују адекватне агротехничке мере. Фактори као што су количина падавина, преобилна родност и извесне карактеристике земљишта (порозност и вододржни капацитет) могу лако да доведу до недостатка влаге и постану ограничавајући фактор у погледу остваривања производних циљева. Додатно наводњавање може бити потребно, нарочито у најкритичнијим фазама раста и развоја плода.

## Земљиште
Бресква се може гајити на разним типовима земљишта, под условом да се за сваки тип земљишта користи адекватна подлога. Што се тиче коштичавих воћних врста, најбољи резултати се постижу на добро пропустљивој, дубокој, песковитој иловачи са ниским салинитетом (низак алкалинитет) и са оптималним pH вредностима између 6 и 7. Уколико се гаји на плоднијим, обично тежим земљиштима, стабла брескве могу бити израженије бујности што их чини осетљивијим на оштећења изазвана зимским мразевима, чиме се доводи у питање њихов опстанак.

### Припрема земљишта
Уопштено говорећи, воћна стабла не подносе слабо дренирана земљишта (глинени хоризонт, набијеност земљишта као последица вишегодишње интензивне обраде и третирања земљишта) што за последицу има забаривање, засићеност земљишта водом, нарочито у току вегетације.

#### Глинени непропустљиви хоризонт
То је слој материјала налик стени, и може бити дебљине од 20 – 150 cm. Овај слој је као бетон који онемогућава дренажу. Уколико се налази у површинском слоју земљишта, на дубини од највише 120 cm, треба га разбити риголатором. Када се једном тај непропустиви слој разбије, не долази до његовог поновног формирања тако да није неопходно поновити поступак. Дубоким орањем се побољшава ситуација настала као последица набијености земљишта или присуства непропустивог слоја глине.

#### Дренажа земљишта
Она се може побољшати постављањем дренажних цеви или садњом ’на уздигнутим лејама’. Код дренажног система цеви треба поставити под нагибом тако да се сувишна вода усмерава према перфорираним цевима, а потом се гравитационом силом одводи од корена биљке у одводне канале. Овај поступак захтева добру стручно-техничку оспособљеност, а често представља и прилично скупу инвестицију. Одржавање цеви у „проточном стању“ без присуства земље и другог отпада може да буде по приличан изазов.
Други, сасвим успешан метод, је садња ’на уздигнутим лејама’. Леје се уздигну за око 50 cm од површине земљишта довољно да се маса кореновог система издигне изнад нивоа подземних вода чиме се избегава потенцијални проблем трулежи корена. Под овим системом гајења постављање система за наводњавање је апсолутни императив, јер земљиште на уздигнутим лејама се брзо исушује.

#### Садница
Када се бира садница брескве у расаднику, треба изабрати ону која је стара око годину дана. Садница које је старија од две године теже се привикава на нову средину и зато их треба избегавати при куповини. Садница би требало да изгледа здраво, без знакова болести. Знакови болести могу бити браон или жуто лишће, рупе или црне тачке по лишћу, успорен раст или оштећен корен. Бресква је самоопрашујућа тако да се може посадити само једно дрво и оно ће рађати плодове. Ако се сади више стабала требало би то да се учини у редовима.

### Сађење брескве
Садња брескве је једноставан процес, али је потребно обезбедити одређене услове како би садница имала најбоље шансе да се прими у новој средини. Дрво брескве захтева песковиту, растреситу земљу. Вода не би требало да се дуго задржава на земљи после кише, а корен не може преживети у лепљивој земљи, глини, иловачи. Бресква такође захтева сунце преко целог дана. Брескву је најбоље посадити док мирује, зими или у веома рано пролеће. Ово ће омогућити корену време да се прилагоди новој средини пре него што дођу топлији месеци.
Пре него што се набави садница потребно је однети узорак земље на анализу у неки расадник. Ово ће омогућити сазнање шта је потребно додати у земљу како би бресква најбоље успевала. После овог корака потребно је направити рупу у земљи која ће моћи да прихвати цео систем корена. Није препоручиво у рупу додавати вештачко ђубриво да не би оштетили корен. Када се купи садница, треба потопити корен у воду 24 сата пре садње. Затим треба одстранити сваки оштећени део корена. Поставља се корен у земљу и прекрива земљом.

## Сортимент
Све сорте брескве које се данас гаје у интензивним засадима су резултат оплемењивачког рада. У последњих 10 година, из оплемењивачких програма Италије и САД признато је већи број сорти изузетних биолошких и привредних особина које своје предности данас већ потврђују и у производним засадима на значајним површинама.
Динамичне промене сортимента брескве у земљама са највећом производњом није пратио и сортимент у Србији. Данас се у нашим плантажним засадима налазе махом сорте:
Средњег и средње-касног времена сазревања
- − спрингтајм
- − спринголд

Сазревање половином јула
Врло касног времена сазревања
- − Халејева позна

## Болести
Да би се зараза појавила и болест развила три елемента морају да се догоде у исто време:
1. Биљка домаћин која је подложна одређеном обољењу
2. Присуство патогена
3. Одговарајући временски услови (киша/влага, дужина влажног периода, количином падавина, температура, ветар, итд.)

Патогени који изазивају обољења код брескве су гљивице, бактерије, вируси и организми налик на вирусе, познати као фитоплазме и микроплазме. Успешност сузбијања болести у великој мери ће зависити од препознавања болести коју треба сузбити, познавање симптома, биологије и захтева неопходних за њен развој. Манипулација ових микро-еколошких услова кроз обраду, санитацију, сузбијање корова и спровођењем других агротехничких мера, олакшаће решавање проблема.

### Трулеж плодова
Са економске тачке гледишта, трулеж плодова је једно од најразорнијих обољења. Под повољним условима, ово обољење може достићи епидемиолошке размере за веома кратко време, и довести до потпуног губитка приноса. Проузроковач овог обољења је гљивица Monilinia fructicola. Напада цветове, пупољке, леторасте и плод. Код трулежа плодова заражени цветови попримају мрку боју и опстају на пупољку. Некада се догађа да се гљивица пресели у унутрашњост пупољка, а одатле на гранчице које у потпуности уништава. Када плод почне да сазрева и поприма боју он постаје осетљив и подложан труљењу. Почетни симптоми се испољавају као ситне, кружне мрке пеге на покожици плода, а под повољним условима се шире великом брзином, да би на крају довеле до потпуног пропадања плода.

### Коврџавост листа брескве
Коврџавост листа брескве може бити економски штетна на два нивоа:
1. Непосредни утицај који се огледа у лошем квалитету плодова који немају тржишну вредност
2. Посредан, односно одложени утицај који се огледа у раном губљењу лишћа и свеопштем смањењу бујности стабла и његовом пропадању.

Месец дана након прецветавања на младом лишћу су видљиви први симптоми обољења. Гљивица напада међућелијски простор проузрокујући деформисан раст, који се опет манифестује у виду коврџавих црвенкастих лишћа који као да су прекривени иситним пликовима. Најпре оболи мањи број листова, али како се обољење шири, прираст закржљава и поприма изглед розете. Листови постају некротични и превремено опадају што за последицу има рану дефолијацију. Оболели плодови постају озбиљно деформисани. На њима се појављују квргава и наборана места, црвенкасте боје. Заражени плодови опадају превремено.

### Краставост плодова
Краставост плодова проузрокује гљивица Cladosporium carpophilum Thűm. Ово обољење се нарочито одражава на изглед плодова и њихов пласман на тржиште. Симптоми се испољавају на плодовима, младим гранчицама и лишћу. Округле, баршунасте пеге маслинасто до црне боје су уочљиве при врху плода према петељки. Пеге се шире и међусобно спајају, проузрокујући пуцање плода, и стварајући простор за појаву трулежи плода. Видљиве пеге на леторастима и гранчицама су благо уздигнуте, кружног облика, са љубичастим маргинама. Њихова појава је уочљива тек касније у току вегетације.

### Пепелница или рђаве пеге
Пепелницу изазива гљивица Sphaerotheca pannosa. Ово обољење напада леторасте, листове и плод. Зараженост вегетативних делова биљке доводи до преурањене дефолијације и губљења виталности. Појава пега на плодовима има највећи негативни економски ефекат на производњу. Симптоми обољења се јављају на лишћу и бујним леторастима у текућој сезони. Леторасти су прекривени белом мицелијумом. Симптоми на плодовима су најзначајнији. Јављају се као бело-пепељасте округле пеге. Са ширењем пега, средишњи део одумире остављајући за собом рђасту мрљу са изумрлим епидермалним ћелијама.